# تترای زرد
تترای زرد با نام علمی Hyphessobrycon bifasciatus، گونه‌ای از ماهی از خانواده کاراسینان است.

## ریشه‌شناسی و توصیف
Hyphessobrycon از واژه یونانی به معنای «کوچک» یا «نیش کوچک‌تر» و Bifasciatus به زبان لاتین و به معنای «دو نوار» ترجمه می‌شود. تترای زرد یک ماهی کوچک و نقره‌ای است. شبیه تترا فانتوم سیاه است. تفاوت این در گونه در رنگ باله‌های زرد و قرمز آنها است.

## پراکندگی
تترای زرد در جنوب شرقی برزیل و حوضه رودخانه پارانا و در کرانه‌های رودخانه‌ها یافت می‌شود.